# Hundred Year Hall
Hundred Year Hall ist ein Live-Doppelalbum der Band Grateful Dead.

## Geschichte
Die Songs des Albums wurden am 26. April 1972 in der Jahrhunderthalle in Frankfurt am Main im Laufe der Europatournee aufgenommen, zu der auch das Album Europe ’72 erschien, und am 26. September 1995 veröffentlicht.
So wie die Tournee die letzte mit Ron McKernan vor seinem Tod war, war dies das erste Album, welches nach dem Tod des Bandleaders Jerry Garcias veröffentlicht wurde.
Mickey Hart hatte die Band ein Jahr zuvor verlassen, so dass nur ein Drummer an der Tournee teilnahm. Somit fanden keine Drumsoli statt, die sonst bei jeder Liveshow Standard waren. Da Keith und Donna Godchaux neu in der Band waren, um den gesundheitlich angeschlagenen McKernan zu entlasten, fanden die üblichen Improvisationen im zweiten Set des Konzertes weitgehend nur von Jerry Garcia, Phil Lesh und Bob Weir statt.
Auf der originalen Tracklist wurde einer der Songs falsch benannt. Das zweite Lied auf der zweiten CD wurde mit Cryptical Envelopment angegeben, welches normalerweise ein Part von That’s It For The Other One ist. In Wirklichkeit handelt es sich aber um einen Part von The Other One.

## Titelliste
Seite 1
1. Bertha (Hunter, Garcia) – 5:40
2. Me & My Uncle (John Phillips) – 3:05
3. Next Time You See Me (Frank Forest, William G. Harvey) – 4:15
4. China Cat Sunflower (Hunter, Garcia) – 5:14
5. I Know You Rider (traditionelles Lied) – 5:15
6. Jack Straw (Hunter, Bob Weir) – 4:47
7. Big Railroad Blues (Noah Lewis) – 3:53
8. Playing in the Band (Hunter, Mickey Hart, Weir) – 9:21
9. Turn On Your Love Light (Deadric Malone, Joseph Scott) – 19:12
10. Goin’ Down the Road Feelin’ Bad (traditionelles Lied) – 7:32
11. One More Saturday Night (Weir) – 4:45

Seite 2
1. Truckin’/Drums (Hunter, Garcia, Phil Lesh, Weir/Bill Kreutzmann) – 17:41
2. The Other One (Kreutzman, Weir) – 39:27
  - im Original: Cryptical Envelopment
3. Comes A Time (Hunter, Garcia) – 6:45
4. Sugar Magnolia/Sunshine Daydream (Hunter, Weir) – 5:05

## Kommerzieller Erfolg

### Chartplatzierungen
| ChartsChartplatzierungen       | Höchstplatzierung | Wochen |
| ------------------------------ | ----------------- | ------ |
| Vereinigte Staaten (Billboard) | 26 (13 Wo.)       | 13     |

### Auszeichnungen für Musikverkäufe
| Land/Region               | Auszeichnungen für Musikverkäufe (Land/Region, Auszeichnung, Verkäufe) | Verkäufe |
| ------------------------- | ---------------------------------------------------------------------- | -------- |
| Vereinigte Staaten (RIAA) | Gold                                                                   | 500.000  |
| Insgesamt                 | 1× Gold ·                                                              | 500.000  |